# هارولد كيلنغ
هارولد كيلنغ (بالإنجليزية: Harold Keeling)‏ مواليد 18 سبتمبر 1963 في نيو أورلينز، هو لاعب كرة سلة أمريكي سابق. بدأ مسيرته الاحترافية في سنة 1986. تم اختياره من قبل فريق دالاس مافيريكس خلال الدرافت. حمل الرقم 43. يبلغ طوله 6 قدم 4 بوصة (1.9 م). اعتزل اللعب في 2004.

## روابط خارجية
- هارولد كيلنغ على موقع إن بي أي (الإنجليزية)
- هارولد كيلنغ على موقع سبورتس رفرنس (الإنجليزية)
- هارولد كيلنغ على موقع كرة السلة الأوروبية.كوم (الإنجليزية)
- هارولد كيلنغ على موقع كلية كرة السلة في سبورتس رفرنس.كوم (الإنجليزية)
- هارولد كيلنغ على موقع ريلجم (الإنجليزية)
- هارولد كيلنغ على موقع بروبوليرز (الإنجليزية)